# Dyckia brasiliana
Espèce
Classification APG III (2009)
Dyckia brasiliana est une espèce de plantes de la famille des Bromeliaceae, endémique du Brésil et décrite en 1967.

## Distribution
L'espèce est endémique du District fédéral au centre du Brésil.

## Description
Selon la classification de Raunkier, l'espèce est chamaephyte ou hémicryptophyte.